# 希拉普尔
希拉普尔（Hirapur），是印度中央邦Balaghat县的一个城镇。总人口5639（2001年）。

## 人口
该地2001年总人口5639人，其中男性2823人，女性2816人；0—6岁人口824人，其中男421人，女403人；识字率65.19%，其中男性为73.40%，女性为56.96%。